# Han Myeong-hui
Han Myeong-hui (20 novembre 1945) è un'atleta sudcoreano.
Ha partecipato ai Giochi di Tokyo 1964, gareggiando nei 400m, 800m e nella Staffetta 4x100m.
Nel 1966, ha vinto 1 argento ai Giochi asiatici, gareggiando nei 400m.